# Véreslapu
A véreslapu vagy pelyvahordó (Hypochaeris) az őszirózsafélék (Asteraceae) családjába tartozó növénynemzetség. Sárga nyelvesvirágú, max. 60 cm magas, tejnedvet tartalmazó egyéves és évelő fajok tartoznak ide.
A nemzetségnek Stebbins (1971) szerint mindegy 50, Tomb (1978) szerint legfeljebb 100 faja van, melyek többsége Dél-Amerikában őshonos, de Eurázsiában és Észak-Afrikában is előfordulnak.
Nem teljes fajlista:
- Hypochaeris achyrophorus
- Hypochaeris brasiliensis
- Hypochaeris ciliata
- Hypochaeris elata
- Hypochaeris glabra – sima véreslapu
- Hypochaeris maculata – foltos véreslapu
- Hypochaeris oligocephala – kevésfejű véreslapu
- Hypochaeris radicata – kacúros véreslapu
- Hypochaeris scorzonerae
- Hypochaeris sonchoides
- Hypochaeris sessiliflora
- Hypochaeris stuebelii

## Fordítás
- Ez a szócikk részben vagy egészben a Hypochaeris című angol Wikipédia-szócikk ezen változatának fordításán alapul.  Az eredeti cikk szerkesztőit annak laptörténete sorolja fel. Ez a jelzés csupán a megfogalmazás eredetét és a szerzői jogokat jelzi, nem szolgál a cikkben szereplő információk forrásmegjelöléseként.

## Külső hivatkozások
- GBIF entry, with species list
- Jepson Manual Treatment
- GRIN Genus Profile